# Guida sexy per brave ragazze
Guida sexy per brave ragazze (A Nice Girl Like You) è un film del 2020 diretto da Chris e Nick Riedell.

## Trama
Lucy Neal delude il suo fidanzato Jeff, con la sua mancanza di intimità.  Mentre dorme, Lucy guarda il portatile di Jeff e scopre che guarda il porno.  Discutono su questo e si lasciano, con Jeff che esce dall'appartamento.
Lucy, con il suo quartetto d'archi, composto anche da Nessa, Priscilla e Paul, si esibisce a un matrimonio, ma nel bel mezzo crolla e dice loro che Jeff l'ha lasciata perché non lo soddisfaceva.  Dopo un po' di conforto e incoraggiamento da parte dei tre, Lucy decide di fare una lista di cose sessuali per migliorare i suoi problemi di intimità.
Lucy è a un matrimonio dove si ubriaca e inizia a urlare da sola per la frustrazione di non riuscire a usare la parola cazzo in una frase.  Viene ascoltata da un invitato al matrimonio, Grant.  Lui entra per consolarla e la aiuta a tornare fuori dopo aver chiacchierato amichevolmente.
Lucy inizia con la sua lista guardando prima un sacco di porno a casa e legge anche un romanzo molto audace.  La mattina dopo, Nessa e Priscilla vengono ad aiutare Lucy a dimenticare Jeff, ma lei invece li invita ad andare in un sexy shop.  Lucy incontra Grant lì.  Chiacchierano ancora e Lucy si ritrova attratta dall'uomo.
La stessa notte, Lucy raggiunge Paul in uno strip club che visita regolarmente.  Si ritrova colpita dalla danza sul palco, ma quando vede che tutto ciò che ha è una banconota da $20 per la mancia, Lucy cerca goffamente di prendere il resto dal ballerino, cosa che fa cacciare lei e Paul.
Lucy partecipa a un evento con il suo gruppo per esibirsi.  Lì incontra Grant e lui chiede a Lucy di ballare.  Più tardi, Grant le chiede di uscire a cena e lei accetta.  Lucy va al suo appuntamento a cena con Grant, e in seguito partecipano a una registrazione dal vivo per il conduttore di talk show Dr. Becker poiché Priscilla ha dato i biglietti a Lucy.  L'ospite del dottor Becker è l'esperta sessuale Madame Swarovska, che porta Lucy a parlare con lei.  Percepisce la mancanza di esperienza sessuale in lei e sostanzialmente incoraggia Grant a farle divertire.
Si incontra di nuovo con Grant dove si incontrano e fanno del buon sesso.  Al mattino, Grant rimane scoraggiato quando vede la quantità di accessori sessuali nella sua stanza, insieme ai pantaloni da gravidanza che Lucy ha comprato esclusivamente per comodità.  Finisce per andarsene, cosa che Lucy vede.  È imbarazzata e butta via tutta la roba sessuale.
Lucy si esercita per la sua audizione.  Ci prova ma non si sente al meglio.  Successivamente scopre che Jeff si sta per sposare e che vuole che il gruppo si esibisca al matrimonio.  Lucia è d'accordo.
Lucy e Paul vanno in un bar.  Il nome di Lucy è iscritto a un talent show e suona il violino.  Grant la trova e si riconciliano e si riavvicinano.  Grant spiega che prima era andato fuori di testa perché pensava che Lucy fosse incinta poiché aveva visto i pantaloni della gravidanza.
Lucy riceve un messaggio che non ha ottenuto il suo posto con la Filarmonica, ma non le importa perché è felice con Grant.  Al matrimonio di Jeff, Lucy assume Honey, una porno star, per presentarsi, poiché sa che Jeff è un fan.  Lui va fuori di testa e scappa da lì sulla pista da ballo e lei ringrazia Honey per aver fatto impazzire Jeff.  Honey poi va a ballare con Paul.  Lucy torna da Grant per poter provare con lui l'ultima cosa della lista.

## Accoglienza
Sull'aggregatore di recensioni Rotten Tomatoes il film ha ottenuto un punteggio medio del 10% (su un massimo di 100)
Su Metacritic ha ottenuto un voto di 41 su 100

Su Imdb il pubblico lo ha votato con 5.1 su 10